# Arthur Waugh
Arthur Waugh (27 août 1866 - 26 juin 1943) est un auteur, critique littéraire et éditeur britannique. Il est le père des auteurs Alec Waugh et Evelyn Waugh.

## Jeunesse
Waugh est né à Midsomer Norton, Somerset en 1866, fils aîné du médecin de campagne prospère Alexander Waugh (1840-1906), qui intimide sa femme et ses enfants et est connu dans la famille Waugh comme "la Brute", et Annie Morgan, d'origine stricte des frères de Plymouth. La mère de Waugh, Annie, est une cousine d'Edmund Gosse, sa mère, Anne, étant la cousine germaine du naturaliste Philip Henry Gosse,,. Son arrière-grand-père le Rév. Alexander Waugh (1754–1827) est un ministre de l'Église de la Sécession d'Écosse qui fonde la London Missionary Society et est l'un des principaux prédicateurs non conformistes de son époque,.
Il fait ses études à Sherborne School, Sherborne, Dorset et New College, Oxford, où il remporte le Prix Newdigate de Poésie pour une ballade sur le sujet de Gordon de Khartoum en 1888.

## Carrière
En 1892, il écrit la première biographie du poète Alfred Tennyson, qui est publiée par William Heineman. En 1894, il collabore au premier numéro de la revue The Yellow Book. En 1899, il écrit les comptines d'un livre pour enfants avec des illustrations de William Nicholson. En 1900, Waugh écrit et publie Robert Browning, une brève biographie de l'auteur du même nom,. Il est également correspondant régulier du magazine The New York Critic, et de 1906 à 1931, il est critique littéraire pour le journal londonien The Daily Telegraph.
Ses œuvres publiées comprennent de la poésie, des biographies, des critiques littéraires et une autobiographie, intitulée One Man's Road, publiée en 1931.
De 1902 à 1930, il est directeur général et président de la maison d'édition Chapman and Hall à propos de laquelle il écrit une histoire détaillée intitulée A Hundred Years in Publishing en 1930.

## Vie privée
En 1893, Waugh épouse Catherine Charlotte "Kate" Raban (1870–1954), une arrière-petite-fille d'Henry Cockburn (Lord Cockburn) (1779–1854) Ils ont deux fils :
- Alexander Raban Waugh (1898-1981), un romancier[13]
- Arthur Evelyn St. John Waugh (1903–1966), un romancier [14]

Il meurt chez lui à Highgate, dans le Grand Londres, en Angleterre, le 26 juin 1943. Quatorze volumes de ses journaux couvrant la période de 1930 à sa mort sont conservés à la bibliothèque de l'Université de Boston.